# Drapetis obtusa
Drapetis obtusa är en tvåvingeart som beskrevs av Yang 1990. Drapetis obtusa ingår i släktet Drapetis och familjen puckeldansflugor. Inga underarter finns listade i Catalogue of Life.